# Lusehøj

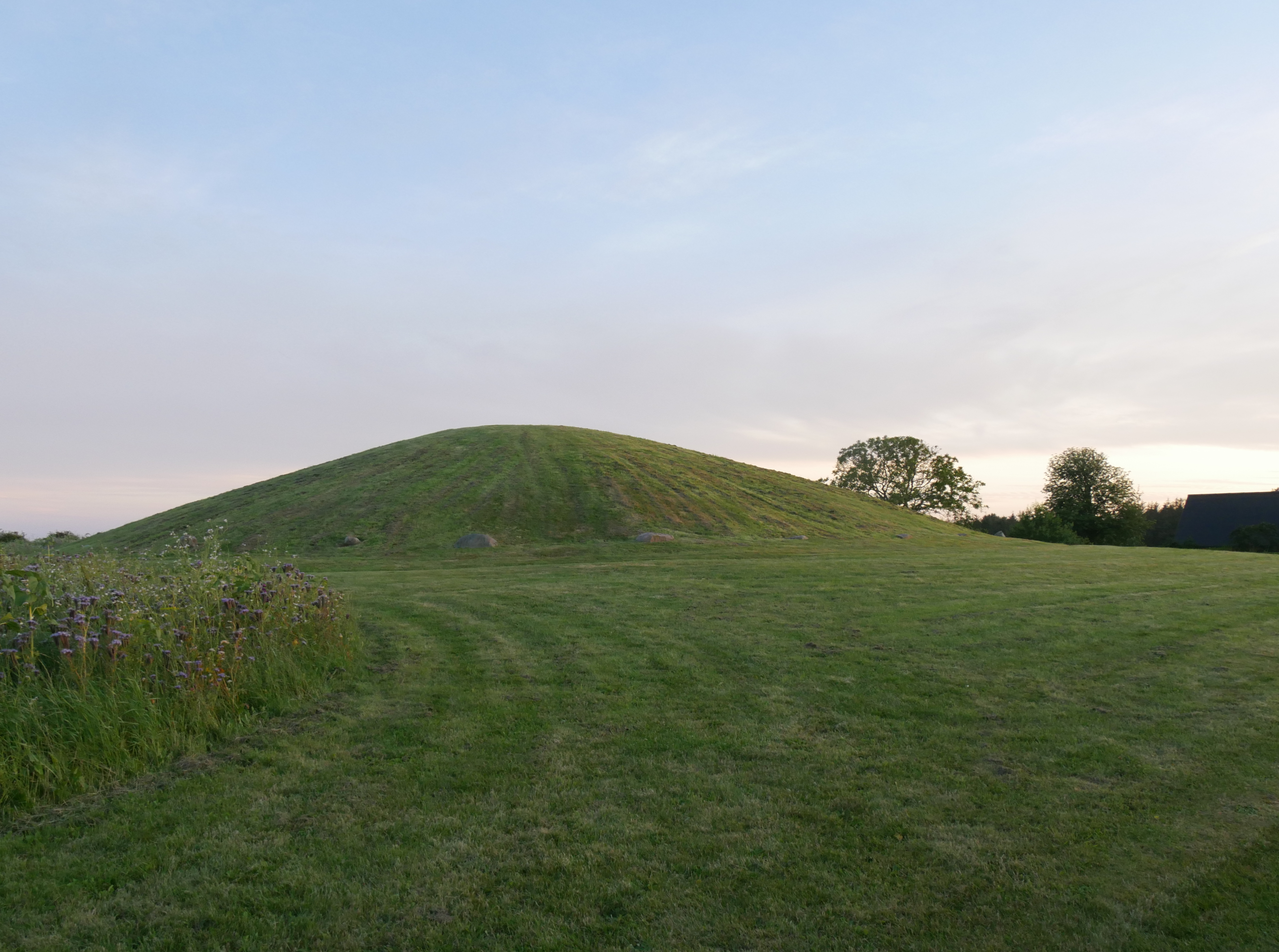
Lusehøj

Der ursprünglich etwa 36,0 m Durchmesser aufweisende und 8,0 m hohe Lusehøj ist ein Hügelgrab (dänisch oldtidshøj) aus der späten Bronzezeit (etwa 800 v. Chr.) Er liegt unweit des Buskehøj, südwestlich von Voldtofte auf der dänischen Insel Fünen. Der Name basiert auf dem dänischen Wort „Lys“, für Licht.

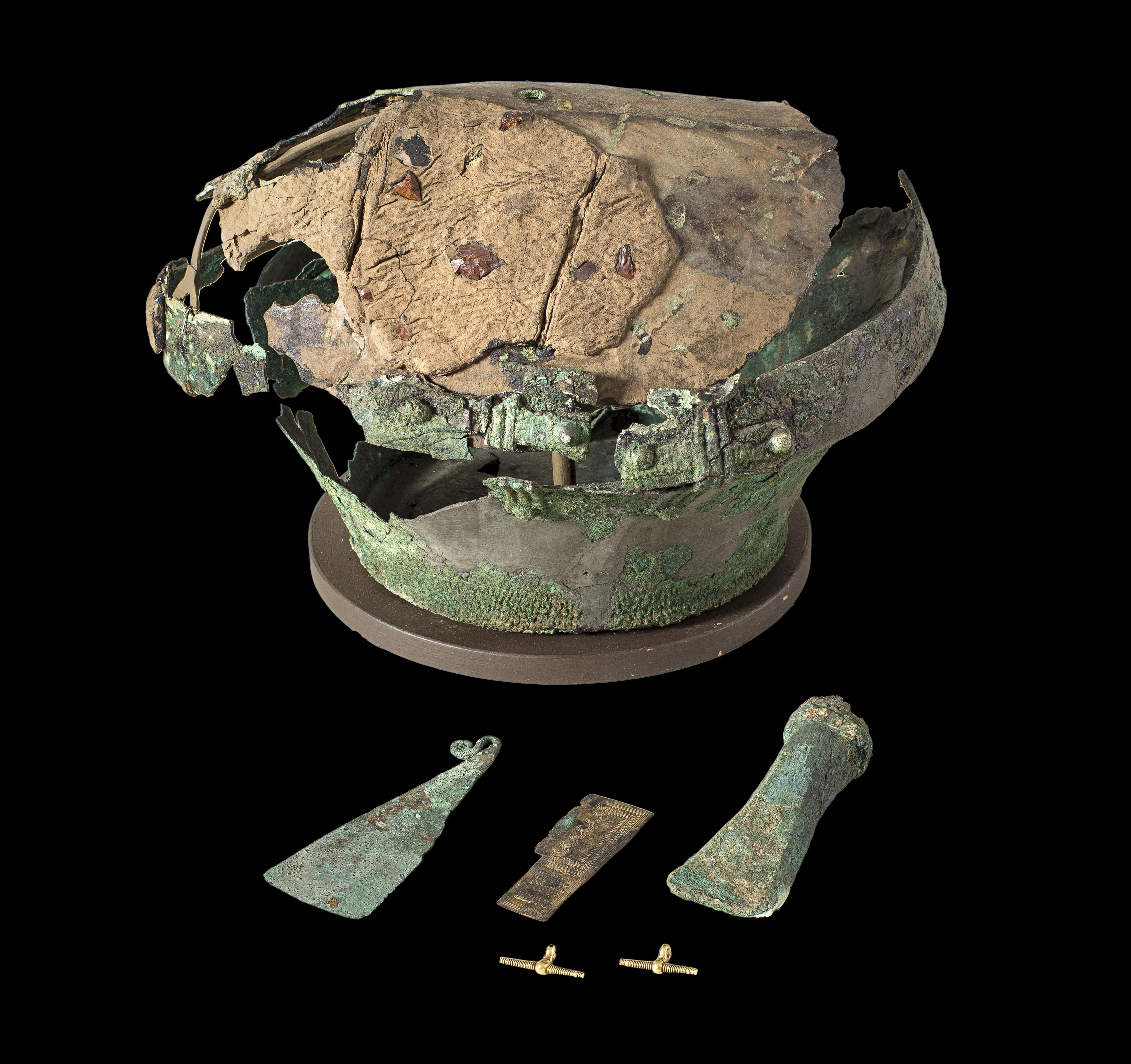
Bronzeurne vom Lusehøj

Der Lusehøj wurde 1861 im Auftrag des an Archäologie interessierten Königs Frederik VII. unfachmännisch und unvollständig ausgegraben. Eine neue Untersuchung zwischen 1973 und 1975 statt. Der Lusehøj wurde als Ruhestätte eines reichen Häuptlings bestätigt. Grabbeigaben waren unter anderem ein importiertes Trinkgefäß, zwei Tassen aus Bronze, ein Eidring, Knöpfe aus Gold, ein eiserner Ring, ein Schwert und Wagenteile. In der wahrscheinlich aus der südöstlichen Alpenregion stammenden Bronzeurne lagen die verbrannten Knochen eines Mannes in ein Tuch gewickelt.

## Textiluntersuchung
Die Produktion von gewebten Textilien aus Pflanzenfasern wurde lange eng mit der Entwicklung der Landwirtschaft und dem Anbau von Lein oder Hanf verbunden. Eine Untersuchung der 2800 Jahre alten Textilien aus dem Lusehøj stellt dies in Frage. Das Nesseltuch ist aus Brennnesseln gemacht, die wahrscheinlich (wie die Urne) aus der Region Kärnten-Steiermark stammen. Das deutet darauf hin, dass die Textilproduktion in Europas Bronzezeit nicht gänzlich auf kultivierten Pflanzen, sondern auch auf der Nutzung von Wildpflanzen basierte. Die Untersuchung der Lusehøj-Textilien verweist auf eine unerkannte Rolle der Brennnessel als Rohmaterial und zeigt die Notwendigkeit der Neubewertung der Textilproduktion im prähistorischen Europa.